# Jätteloka
Jätteloka (Heracleum mantegazzianum), tidigare även kallad jättebjörnloka, är en art i familjen flockblommiga växter. Den förekommer naturligt i Kaukasien i sydvästra Asien.
Jättelokan odlas ibland som prydnadsväxt och spreds som en sådan till Europa och Nordamerika. Numera är den förbjuden att hålla levande inom EU eftersom den klassas som en invasiv art.

## Biologi

### Systematik och namn
Jätteloka är en art, eller en samlingsbenämning för en grupp av närbesläktade och svårskiljbara arter (småarter). De kan skilja sig något till utseende och biotop. Jättelokor som förekommer i Sverige har vetenskapligt beskrivits som H. giganteum, H. laciniatum, H. pubescens och H. stevenii. Arten (mantegazzianum) är namngiven efter den italienske etnografen Paolo Mantegazza (1831–1910).
Arten kan ibland förväxlas med snarlika, stora lokor. Detta inkluderar tromsöloka, hörsneloka, bredloka (ännu ej säkert känd från Sverige), björnloka. Den har lite större olikheter med strätta, kvanne, spenört, säfferot, odört, spansk körvel, piploka och stor bockrot.

### Utseende
Jätteloka är en flerårig ört, och en mycket storväxt sådan. Den räfflade och glest styvhåriga stjälken kan nå en höjd på tre (någon gång fem) meter, med en tjocklek på upp till 1 dm; stjälken är mer eller mindre rödfläckig.

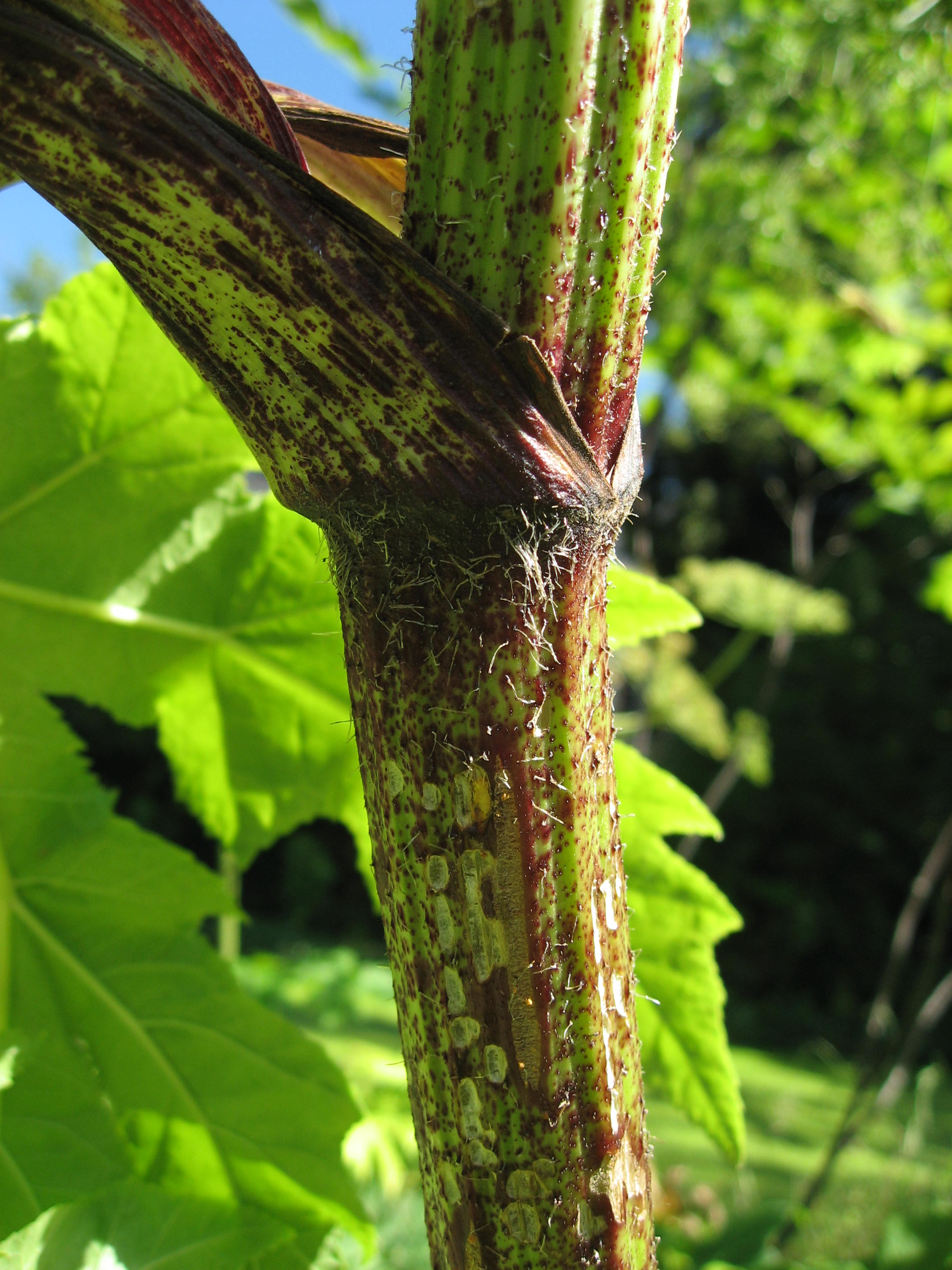
Detalj av stjälken, med räfflor, röda färgtoner och vita hår.

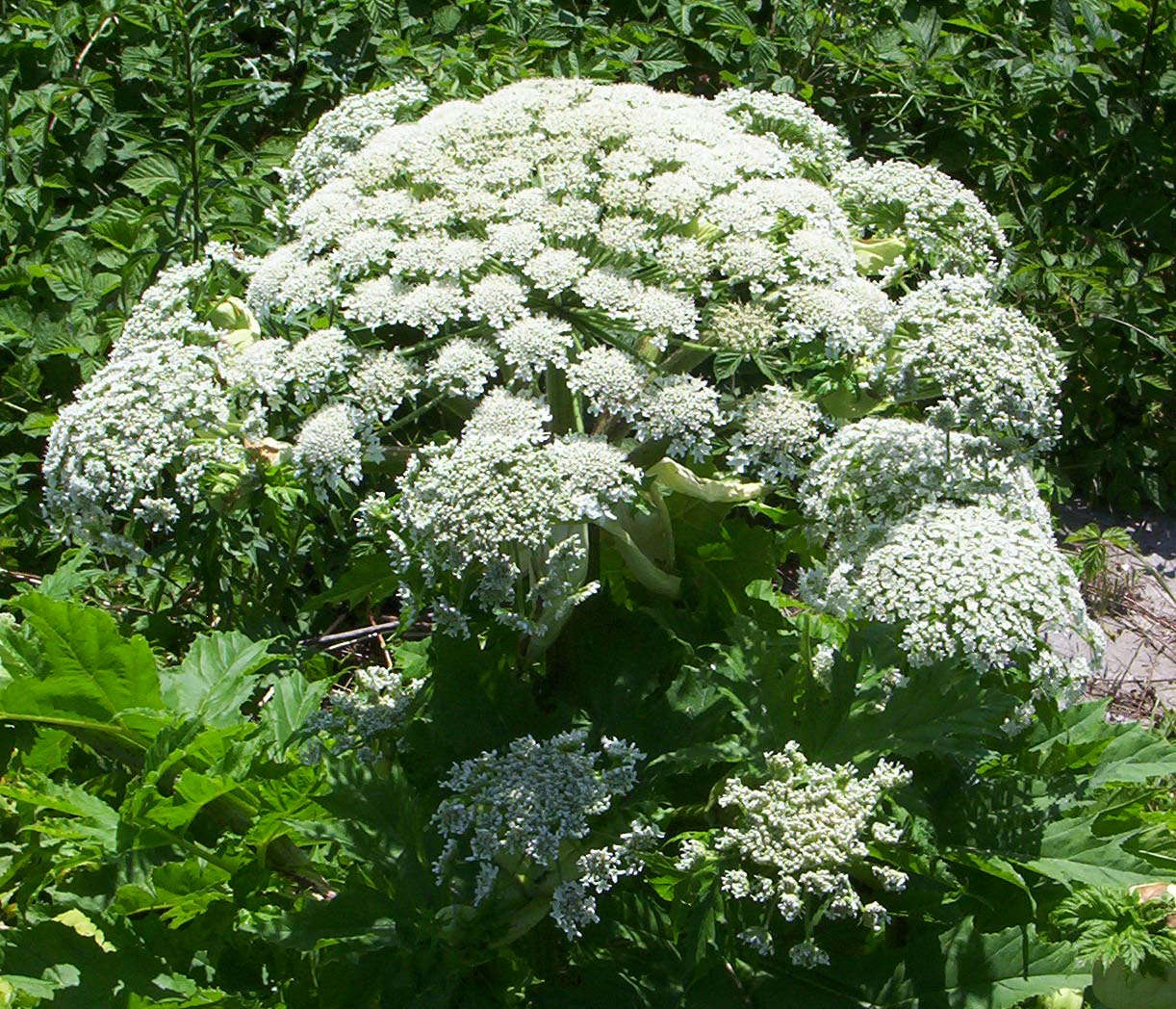
Blomställningen.

Växtens blad är upp till en meter vida och tre meter långa. De dubbelt pardelade – upp till tre gånger i följd – har en kal eller finhårig undersida. Bladflikarna är rundat ovala alternativt spetsiga eller långt utdragna., oftast med tänder i kanten.
Jättelokan får vita blommor i juli och augusti. Dessa sitter i vitt utbredda, halvmeterstora och tillplattade eller halvklotformade flockar. Blommorna i kanterna är ofta större än de i mitten. Ståndarknapparna är gröngula eller rödaktiga.
Artens frukter har en längd på drygt en centimeter. De är elliptiska eller runda, och de kraftiga oljekanalerna är vidare nedtill.

### Spridning
Jättelokans frön sprids med vinden ett antal meter, men med hjälp av människor, fordon, djur och vattendrag kan fröna ta sig långa sträckor. Fröna kan flyta på vatten i upp till tre dagar och minst 5 km.
Frögroningen sker tidigt på våren, efter en köldperiod på 2–4 °C under ett par månaders tid (stratifiering). Denna nödvändiga köldperiod, för brytning av frövilan, hämmar artens spridning i områden där vintrarna är varmare. Fröna kan ligga i vila under upp till fem års tid. En enda planta kan producera från 20 000 upp till över 100 000 frön, beroende på storlek på plantan.
Jätteloka kan självbefruktas, vilket innebär att en enda blommande planta är tillräckligt för att skapa ett växtbestånd. Studier från Tjeckien har noterat en ungefärlig spridning av ett bestånd på 10 meter per år.

### Utbredning
Arten växer vilt i områdena kring Kaukasus, där man omnämnt ett antal snarlika arter. I Sverige finns den förvildad från ursprungligen odlade bestånd. Den förekommer i hela landet och är vanlig i bland annat Stockholmsområdet och i Skåne.
Bestånden i Sverige skiljer sig delvis åt. I Sydsverige är växten ofta mycket storväxt, med kortare bladflikar och en hårig undersida på bladen. Den växer ofta (men inte uteslutande) i fuktiga biotoper, som vid bäckar, kärr och stränder. Spridningen i Skåne har tagit växten till alla miljötyper och finns utmed vägar, på kalhyggen (troligtvis från kontaminerade skogsmaskiner eller annan utrustning/verktyg), på ängar och i städer. Varianten runt Stockholm är i regel mindre, med bladflikar som är långt utdragna och en kal bladundersida. Här växer jättelokan på torrare ställen, som på vägrenar, banvallar och andra ruderatmarker. Längre norrut finns en än spädare växtsort, vars blad är mindre och bladflikar kortare. Denna växtsort doftar ofta aromatiskt, och den förekommer på ängar och runt bebyggelse.
Den första fynduppgiften i Sverige är från Lidingö i Uppland, 1918. Boken Skånes flora omnämner dock redan 1870 'Jätte Björnfloka, Heracleum giganteum som förvildad.

## Användning, risker
Växten förekom tidigare i odling, som prydnadsväxt i trädgårdar. De stora blomflockarna och reslighet bidrog till artens popularitet, och härdigheten gjorde att bestånden levde länge.
Numera är jätteloka mer ovanlig som prydnadsväxt men återfinns över nästan hela Sverige efter spridning utmed vattendrag, på övergivna gårdar och från olagliga komposter utmed vägar/vändplatser bl.a. Dess härdighet har visat sig konkurrera ut andra växter, och den är en av Sveriges mest spridda invasiva arter.

### Giftighet
Saften från växten är fototoxisk, i likhet med saften hos bland annat palsternacka och tromsöloka. När hud som kommit i kontakt med saften utsätts för solljus eller ultraviolett ljus (fotosensibilisering) ger det fototoxisk dermatit (kontakteksem). Först blir huden röd och kliar kraftigt, och inom två dygn bildas brännsårsliknande blåsor. Blåsorna ger lila eller svarta ärr, som kan vara svårläkta. Sjukhusvård kan behövas, särskilt om större hudytor har drabbats. Om man fått växtsaft på huden behövs snabb och grundlig tvätt och undvikande av solsken på huden under minst en vecka.
Reaktionen orsakas av furanokumarin i blad, rötter, stam, blommor och frön. Förgiftning genom förtäring av en mindre mängd jätteloka har dock inte noterats.

### Bekämpning
Jätteloka betraktas i områden där den ej är ursprunglig och mycket expansiv som en invasiv art. För att minimera påverkan på inhemsk natur och förlust av biologisk mångfald görs i många områden försök att bekämpa växten och förhindra dess spridning i Europa och Nordamerika.
Jätteloka bygger under sitt första år upp en kraftig rotstam och går först under andra eller tredje året i blom under rik frösättning. Ett bestånd kan bekämpas rent mekaniskt på så sätt att fröställningar skärs av i syfte att förhindra all föryngring av beståndet, samtliga frön i ställningen ska ha blivit gröna/grönbruna, därefter kommer den tidigare blommande plantan att självdö. Avfallet måste bortforslas tätt förpackat och absolut inte lämnas i kompostavfall. Denna metod kräver planlagd, noggrann uppföljning så att inga mogna frön kvarstår. Bekämpningen måste pågå oavbrutet under säsongen (april-september beroende på växtplats) i många år tills den sista plantan försvunnit. Grävning med en något längre spade är en effektiv metod, speciellt under tidig säsong då plantorna ej hunnit bli så stora. Denna bekämpningsmetod kräver mindre planering om de blommande plantorna prioriteras och fröspridning (föryngring och påfyllning av fröbank) förhindras. Vid bekämpning behövs skyddshandskar och skyddskläder, så inte växtsaften kommer i kontakt med huden.
Om istället blomställningarna skärs av tidigt (och fortsätter att skäras av kontinuerligt under hela säsongen) förhindras frösättning även om blomställningarna lämnas kvar på marken. Vid beskärning i ett senare skede måste blomställningarna samlas upp så att inte fröna skall hamna på marken och gro, något som i hög grad fördyrar och komplicerar bekämpningen. Jätteloka kommer att driva fram en ny (lägre) blomning efter beskärning enligt ovan, och även denna kan hinna gå i frö, varför det är viktigt att bevaka utvecklingen och inte nöja sig med endast ett ingripande per säsong. Då hinner man även att komma åt plantor som är senare med sin första blomning.
Ett nyare sätt att bekämpa jätteloka är med hjälp av betande får, något som har gjorts på flera platser, bland annat naturreservatet Häggeberg, nordost om Jönköping och Högdalstoppen i Söderort. Åtminstone får med mörka pigment kring mule och ben har inga problem med fotosensibilisering. Växten har ett högt näringsvärde, och även hästar och kor har föreslagits för den biologiska bekämpningen.
Även bäver äter jätteloka.[källa behövs]

## Bildgalleri

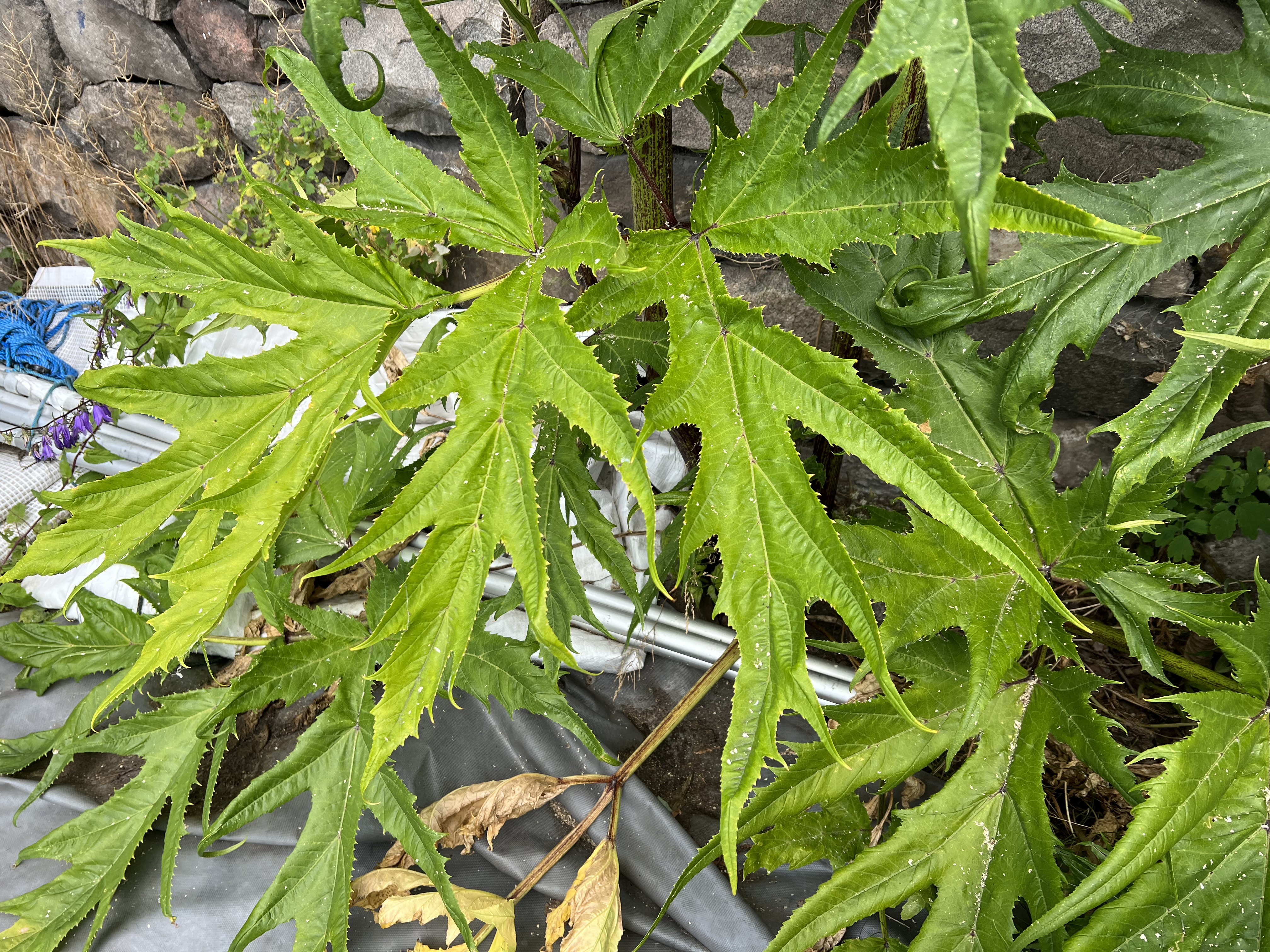
Jättelokans blad
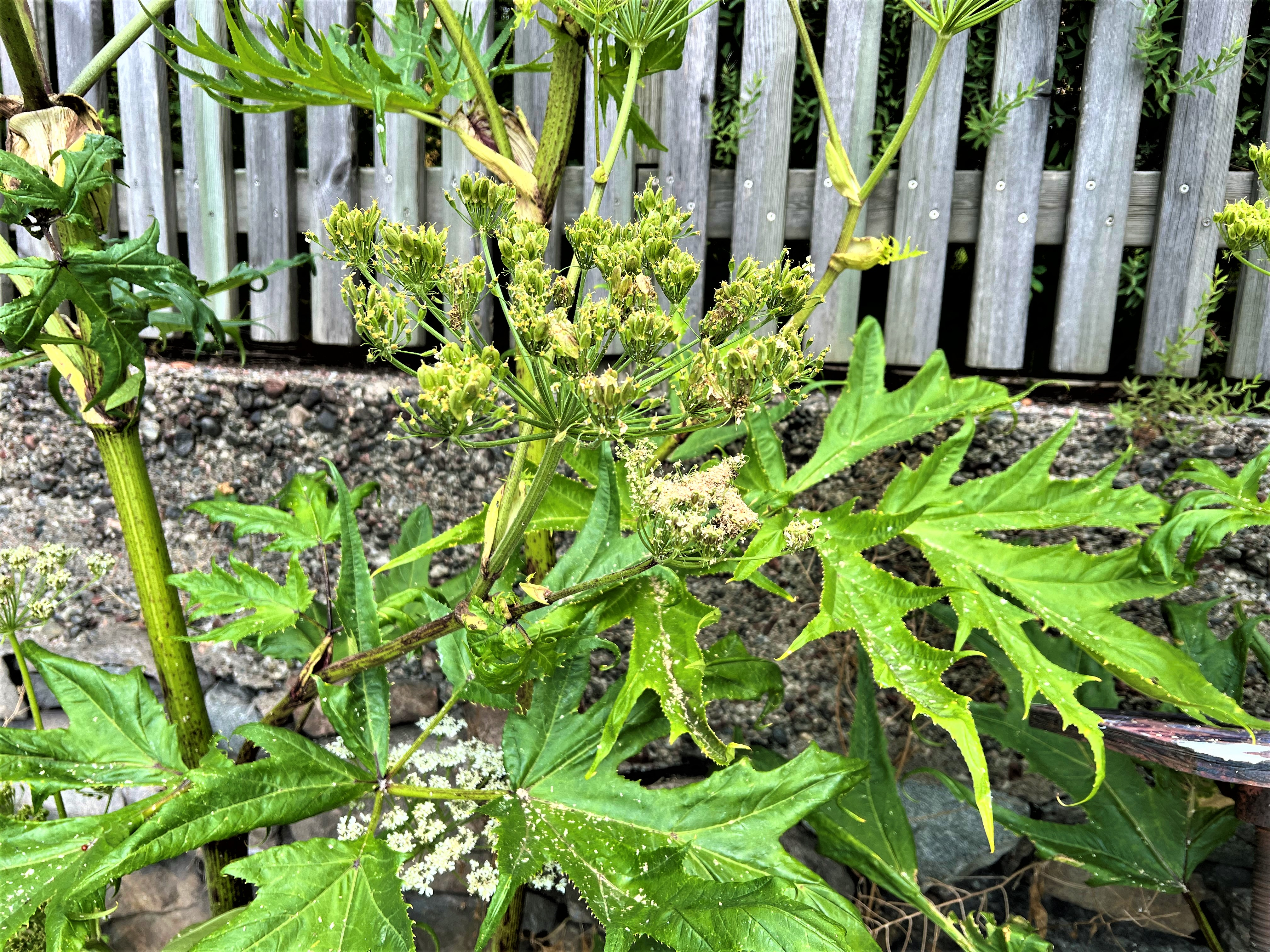
Blad och fröer
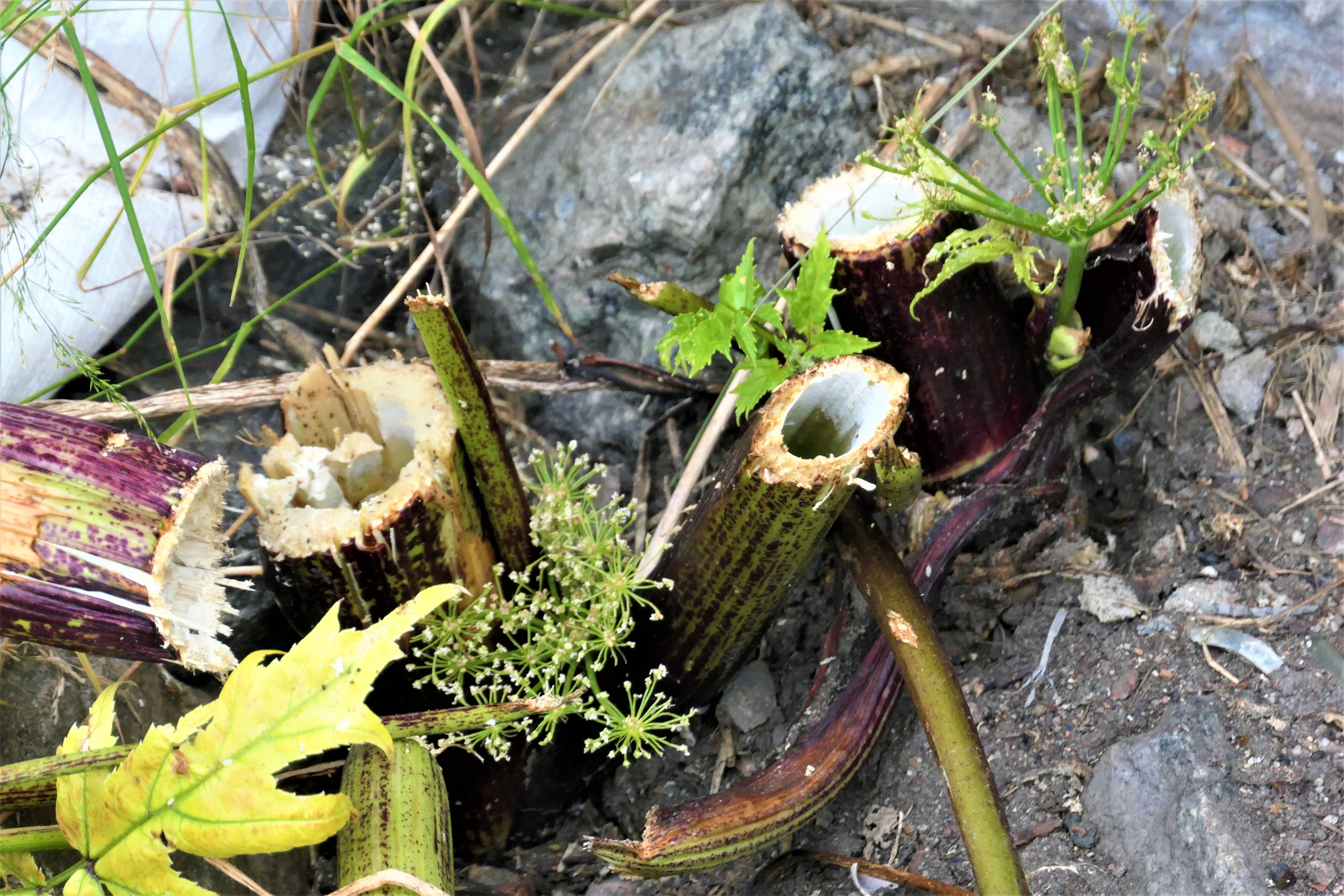
Avhuggna stjälkar